# Oppia orientalis
Oppia orientalis är en kvalsterart som beskrevs av Pranabes Sanyal och Bhaduri 1989. Oppia orientalis ingår i släktet Oppia och familjen Oppiidae. Inga underarter finns listade i Catalogue of Life.